# Volksbank Mindener Land
Die Volksbank Mindener Land eG war eine Genossenschaftsbank im Mindener Land in Ostwestfalen mit der Kreisstadt Minden. Im August 2020 wurde die Fusion mit der Volksbank Bad Oeynhausen-Herford zur Volksbank Herford-Mindener Land beschlossen.

## Geschichte
Durch die Fusion der Volksbank Minden-Hille-Porta und der Volksbank Petershagen entstand 2011 die Volksbank Mindener Land. Die Volksbank Minden-Hille-Porta ging 2002 aus der Volksbank Hille und der Spar- und Darlehenskasse Minden-Porta Westfalica hervor. Ein Jahr eher wurde die Volksbank Petershagen durch die Fusion dreier auf dem Stadtgebiet Petershagen tätigen Genossenschaftsbanken gegründet. Die Vorgängerinstitute waren die Volksbank Friedewalde, die Spar- und Darlehenskasse Petershagen sowie die Volksbank Petershagen Bierde-Frille Windheim-Heimsen. Die ersten Ursprünge der Bank sind in den Ende des 19. bzw. Anfang des 20. Jahrhunderts zahlreich gegründeten Spar- und Darlehenskassenvereinen zu sehen. Beispiele sind die Vereine aus Holzhausen II (1890), Nammen (1902) und Ovenstädt (1888). Im Jahr 2013 feierte die Bank ihr 125-jähriges Jubiläum. Als Grundlage wird der erste Spar- und Darlehenskassenverein in Ovenstädt von 1888 genommen.

## Geschäft
Die Bank betrieb sechs Hauptgeschäftsstellen in Hille (Dorfstraße), Minden (Markt und Königstraße), Petershagen (Hauptstraße und Bahnhofstraße, Lahde) und Porta Westfalica (Schalksburgpassage) sowie zahlreiche Geschäftsstellen und SB-Geschäftsstellen. Hier wurden sowohl Privatkunden- als auch Firmenkundengeschäfte abgewickelt. Schwerpunkt des Geschäfts waren das Einlagen- und Kreditgeschäft. Daneben erwirtschaftete die Bank ein Provisionsergebnis hauptsächlich durch den Verkauf der Produkte der Verbundgesellschaften. Das Immobiliengeschäft wurde durch die Tochtergesellschaft „VB-ImmobilienCenter GmbH“ abgedeckt.

## Filialgebiet
Das Filialgebiet umfasste den Bereich der alten Institute in Hille, Porta-Westfalica und Minden. Durch die Fusion mit Petershagen kam im Norden des Kreisgebiets ein neuer Bereich hinzu. Diese Region wurde 2011 mit in das Filialgebiet aufgenommen und die Bank in „Volksbank Mindener Land eG“ umbenannt.

## Hauptsitz
Im Juli 2011 kaufte die Volksbank Mindener Land das Verwaltungsgebäude vom Landesbetrieb Straßenbau NRW an der Marienstraße, um bis 2012 die neue Zentrale der fusionierten Bank zu errichten. Neben den Räumen für die internen Abteilungen fanden sich hier auch die Beratungsräume der Firmenkundenbetreuer sowie der Wertpapierspezialisten. Zusätzlich wurde auf dem vorderen Teil des Grundstücks ein SB-Pavillon errichtet.

## Crowdfunding-Portal „Viele schaffen mehr“
Im Januar 2014 ging das Crowdfunding-Portal „Viele schaffen mehr“ der Volksbank Mindener Land online. Die Plattform gab gemeinnützigen Vereinen und Institutionen die Möglichkeit, Finanzierungsmittel für ihre Projekte zu sammeln.